# Мултон
«Мултон» — российская компания, производитель соков, нектаров, морсов, пюре и сокосодержащих напитков. Основана в Санкт-Петербурге 20 апреля 1995 года. 20 апреля 2005 года поглощена корпорацией Coca-Cola за $501 млн. Среди возможных владельцев компании назывались Дмитрий Коржев, Юрий Пилипенко, Дмитрий Троицкий.
Первый соковый бренд компании — Nico. В 1998 году открыт завод в Щёлкове Московской области, выпускающий соки под маркой «Добрый». В 2002 году запущено производство нектаров марки «Rich», в 2003 году начато производство соков и нектаров марки «Ясли — Сад», предназначенных для детей младшего возраста.
На момент поглощения «Мултон» занимал около 25 % рынка соков в России (из них 20 % — торговой марки «Добрый»), лишь немного уступая основному конкуренту — компании «Вимм-Билль-Данн», доля которой была 27,4 %; оборот в 2004 году составил $336 млн.
Coca-Cola сохранила группу юридических лиц под наименованием «Мултон», в 2014 году объединила под их эгидой все российские соковые активы, в том числе основную торговую марку «Моя семья» бывших заводов компании «Нидан» (приобретённых в 2010 году). Летом 2022 года на волне бойкота России и Белоруссии Coca-Cola переименовала всё российское подразделение в «Мултон Партнерс» и скрыла из наименования части продуктов словосочетание «Coca-Cola».